# Bolszoj Owiniec
Bolszoj Owiniec (ros. Большой Овинец) – wieś w Rosji, w rejonie szeksnińkim obwodu wołogodzkiego. W 2010 r. liczyła 5 mieszkańców.